# Copa Asiática de Hockey sobre césped
La Copa Asiática de Hockey sobre césped es un torneo internacional de hockey sobre césped organizado por la Federación Asiática de Hockey (ASHF). El torneo masculino fue organizado por primera vez en 1982, y el torneo femenino se realizó un año más tarde como campeonato no oficial hasta 1985 cuando se llevó a cabo el primer torneo femenino oficial.
El equipo ganador del torneo masculino se clasifica para los Juegos Olímpicos y el ganador del torneo femenino se clasifica a la Copa del Mundo.

## Torneo masculino

### Resultados
| 1982 Detalles | Karachi, Pakistán     | Pakistán      | - * | India         | China         | - *                         | Malasia       |
| 1985 Detalles | Daca, Bangladés       | Pakistán      | 3–2 | India         | Corea del Sur | 2–0                         | Japón         |
| 1989 Detalles | Nueva Delhi, India    | Pakistán      | 2–0 | India         | Corea del Sur | 1–0                         | Japón         |
| 1993 Detalles | Hiroshima, Japón      | Corea del Sur | 1–0 | India         | Pakistán      | 5–2                         | Malasia       |
| 1999 Detalles | Kuala Lumpur, Malasia | Corea del Sur | 5–4 | Pakistán      | India         | 4–2                         | Malasia       |
| 2003 Detalles | Kuala Lumpur, Malasia | India         | 4–2 | Pakistán      | Corea del Sur | 4–2                         | Japón         |
| 2007 Detalles | Chennai, India        | India         | 7–2 | Corea del Sur | Malasia       | 5–3                         | Japón         |
| 2009 Detalles | Kuantan, Malasia      | Corea del Sur | 1–0 | Pakistán      | China         | 3–3 (7–6) tanda de penaltis | Malasia       |
| 2013 Detalles | Ipoh, Malasia         | Corea del Sur | 4–3 | India         | Pakistán      | 3–1                         | Malasia       |
| 2017 Detalles | Daca, Bangladés       | India         | 2–1 | Malasia       | Pakistán      | 6–3                         | Corea del Sur |

* En este año se realizó un torneo round-robin sin finales.

### Palmarés
| Equipo        | Campeón                    | Subcampeón                        | Tercer puesto        | Cuarto puesto                       |
| ------------- | -------------------------- | --------------------------------- | -------------------- | ----------------------------------- |
| Corea del Sur | 4 (1993, 1999, 2009, 2013) | 1 (2007)                          | 3 (1985, 1989, 2003) | 1 (2017)                            |
| India         | 3 (2003, 2007, 2017)       | 5 (1982, 1985, 1989*, 1993, 2013) | 1 (1999)             |                                     |
| Pakistán      | 3 (1982*, 1985, 1989)      | 3 (1999, 2003, 2009)              | 3 (1993, 2013, 2017) |                                     |
| Malasia       |                            | 1 (2017)                          | 1 (2007)             | 5 (1982, 1994, 1999*, 2009*, 2013*) |
| China         |                            |                                   | 2 (1982, 2009)       |                                     |
| Japón         |                            |                                   |                      | 4 (1985, 1989, 2003, 2007)          |

## Torneo femenino

### Resultados
| 1985 Detalles | Seúl, Corea del Sur   | Corea del Sur |                             | Japón         | Malasia       |                             |               |
| 1989 Detalles | Hong Kong             | China         |                             | Japón         | Corea del Sur |                             | India         |
| 1993 Detalles | Hiroshima, Japón      | Corea del Sur |                             | China         | India         | 1–0                         | Japón         |
| 1999 Detalles | Nueva Delhi, India    | Corea del Sur | 3–2                         | India         | China         | 1–0                         | Japón         |
| 2004 Detalles | Nueva Delhi, India    | India         | 1–0                         | Japón         | China         | 0–0 (3–0) tanda de penaltis | Corea del Sur |
| 2007 Detalles | Hong Kong             | Japón         | 1–1 (7–6) tanda de penaltis | Corea del Sur | China         | 4–2                         | India         |
| 2009 Detalles | Bangkok, Tailandia    | China         | 5–3                         | India         | Corea del Sur | 4–3                         | Japón         |
| 2013 Detalles | Kuala Lumpur, Malasia | Japón         | 2–1                         | Corea del Sur | India         | 2–2 (3–2) tanda de penaltis | China         |
| 2017 Detalles | Kakamigahara, Japón   |               |                             |               |               |                             |               |

### Palmarés
| Equipo        | Campeón               | Subcampeón           | Tercer puesto        | Cuarto puesto         |
| ------------- | --------------------- | -------------------- | -------------------- | --------------------- |
| Corea del Sur | 3 (1985*, 1993, 1999) | 2 (2007, 2013)       | 2 (1989, 2009)       | 1 (2004)              |
| Japón         | 2 (2007, 2013)        | 3 (1985, 1989, 2004) |                      | 3 (1993*, 1999, 2009) |
| China         | 2 (1989, 2009)        | 1 (1993)             | 3 (1999, 2004, 2007) | 1 (2013)              |
| India         | 1 (2004*)             | 2 (1999, 2009)       | 2 (1993, 2013)       | 2 (1989, 2007)        |
| Malasia       |                       |                      | 1 (1985)             |                       |